# Don Reid
Don Corey Reid (Washington, 30 dicembre 1973) è un ex cestista statunitense, professionista nella NBA.

## Carriera
Dopo aver giocato a livello di scuola superiore per la Largo High School di Largo, Maryland è passato alla Georgetown University dove a speso quattro stagioni viaggiando a 4,5 punti e 4,0 rimbalzi di media a partita.
Finita la carriera NCAA è stato scelto dalla NBA nel Draft NBA 1995 al secondo giro con il numero 29 dai Detroit Pistons, con l'ultima scelta disponibile.
Specialista difensivo ha sempre avuto un ruolo marginale sia al college che nella NBA, dove in 8 stagioni ha totalizzato una media di 3,6 punti e 2,9 rimbalzi a partita in 13 minuti di utilizzo medio.